# Molophilus shannoninus
Molophilus shannoninus är en tvåvingeart som beskrevs av Alexander 1947. Molophilus shannoninus ingår i släktet Molophilus och familjen småharkrankar. Inga underarter finns listade i Catalogue of Life.